# Halvtjockkakor
Halvtjockkaka eller hällakaka är ett traditionellt norrländskt jäst bröd. Det bakas som tunnbröd men kavlas inte ut lika tunt. Degen innehåller fett och sirap till skillnad från tunnbröd som är osötat. Kakan gräddas en kort stund så den förblir mjuk. Degen kan kryddas med anis och fänkål.